# Pôle Pixel
 (mai 2023).
L'article doit être relu — et modifié si nécessaire — par des contributeurs indépendants pour apporter un regard critique aux contributions effectuées en violation des conditions d'utilisation de Wikipédia, tant sur la forme (notamment concernant le style encyclopédique, la proportionnalité) que sur le fond (la neutralité de point de vue, la qualité et l'indépendance des sources).
 (juillet 2024).
Le Pôle Pixel est un pôle d'activités regroupant des entreprises de l'image, du son et des industries créatives situé à Villeurbanne, dans la métropole de Lyon. Organisatrice d’évènements multiples, l’association crée des ateliers, des formations, des rencontres professionnelles ainsi que des projections et des expositions ; ses valeurs sont l’ouverture, la collaboration et l’innovation. Son animation et sa promotion sont assurées par l'association Pôle Pixel, installée sur le site.

## Historique

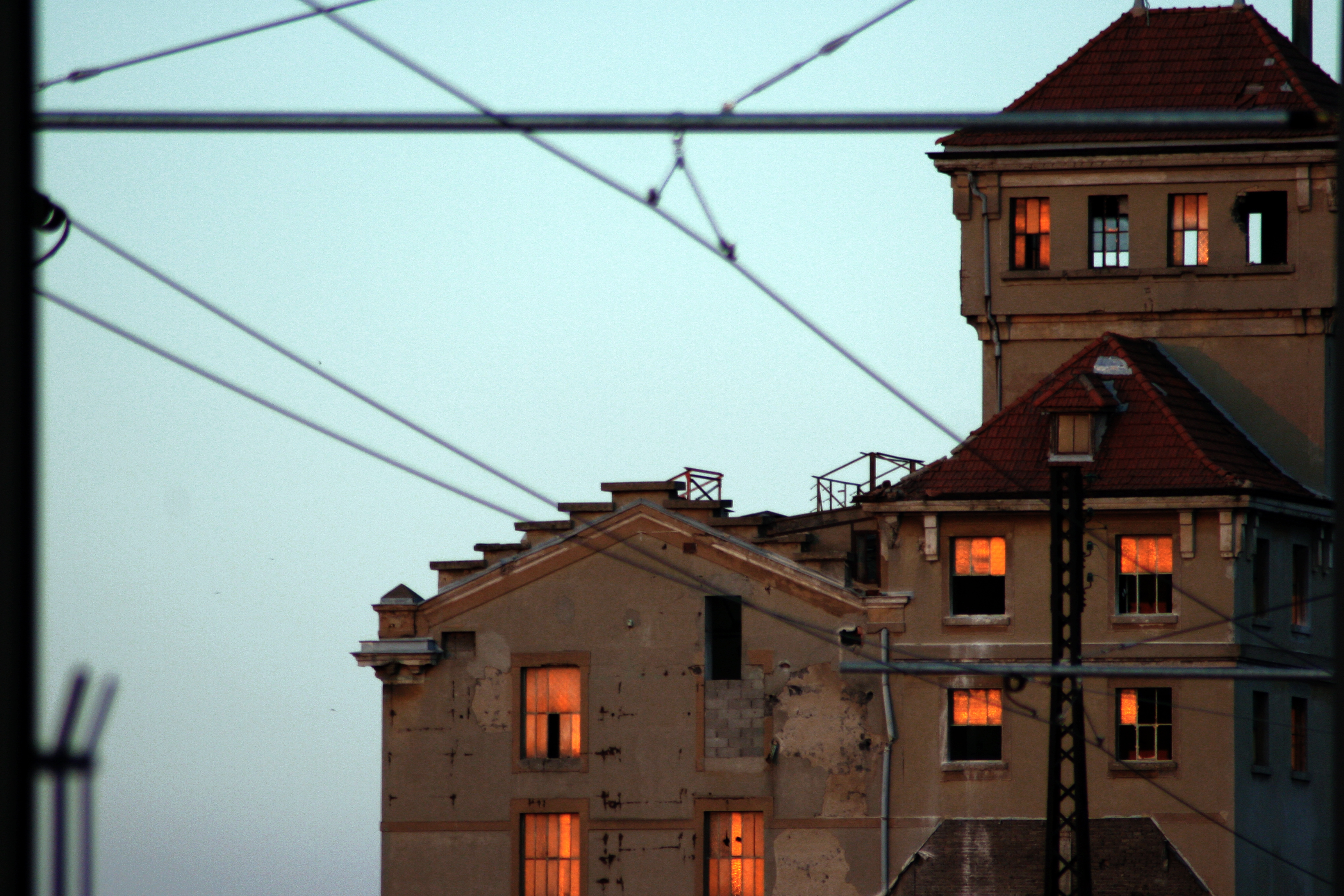
L'usine désaffectée en 2007

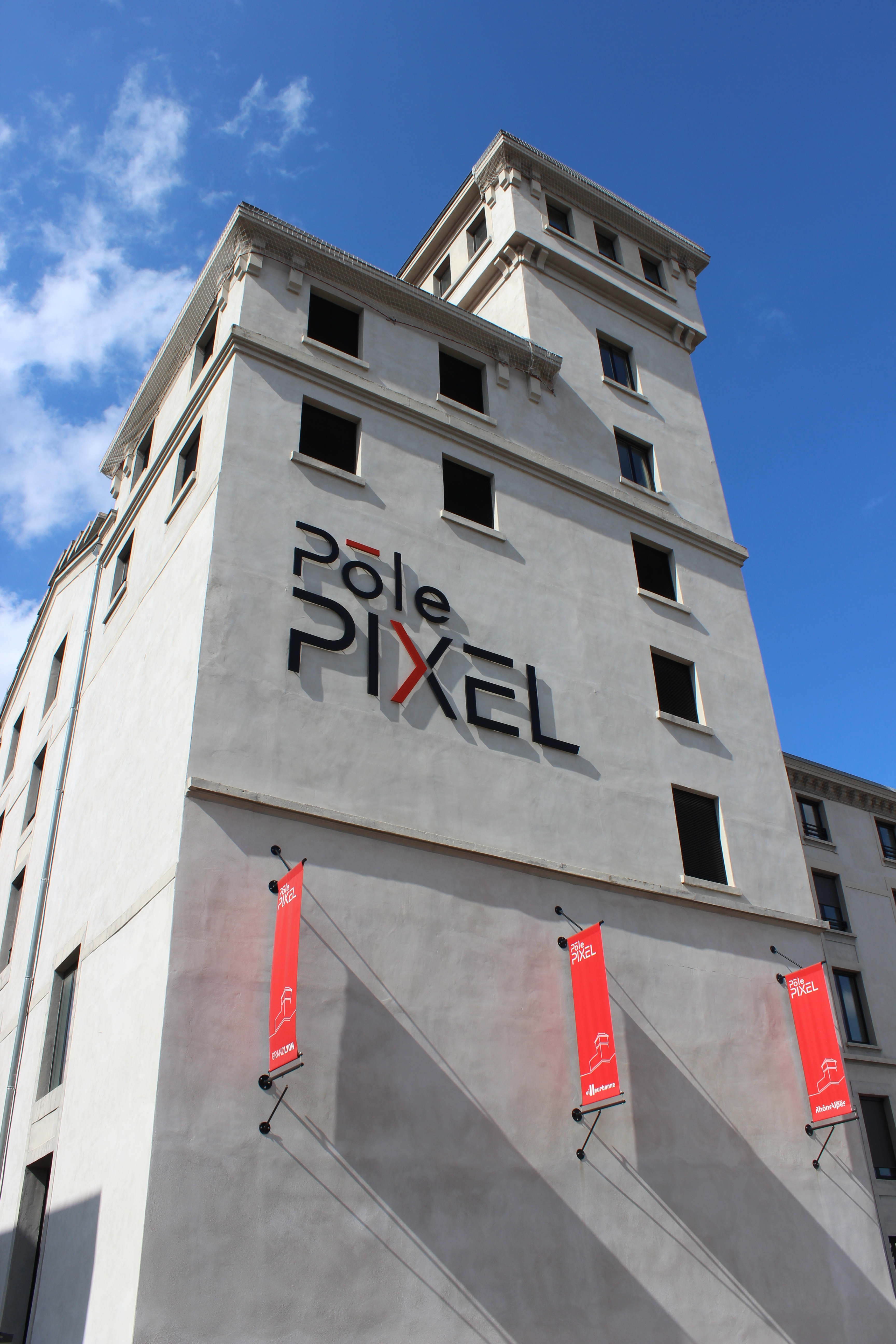
Le site d’implantation du pôle.

Inaugurés en 1901, les Grands Moulins Electriques de Villeurbanne deviennent les Grands Moulins de Strasbourg en 1945 avant de fermer ses portes en 1980.  Le site reste en état de friche jusqu'au XXIe siècle.
Inauguré en 2002 au 24 rue Émile Decorps, le Studio 24 est alors géré par Auvergne-Rhône-Alpes Cinéma qui s'installe en 2003 sur ce site. La société Icade propose en 2006 la réalisation d'un pôle cinématographique sur la friche industrielle villeurbannaise des Grands Moulins de Strasbourg, à proximité du Studio 24. Ce grand projet est voulu par Roger Planchon et c'est le cabinet d'architectes lyonnais Rue Royale Architectes qui est chargé de concevoir le projet.
La société Icade cède la propriété en 2007 à une filiale immobilière allemande du groupe HSH.
Par la suite, une première extension voit le jour : deux nouveaux studios de tournage baptisés Lumière 1 et Lumière 2 sont inaugurés en janvier 2009, offrant une surface de tournage de 2 000 m2 dont 700 m2 de loges et de bureaux. Puis, une seconde extension se concrétise début 2016 avec l’adjonction du 36 rue Émile Decorps, toujours grâce à l’appui des partenaires publics.
Le Pôle Pixel s’étend sur 30 000 m2 dont 4 000 m2 de studios. En 2016, il accueille plus de 100 entreprises employant environ 600 salariés permanents.
En 2021, le Pôle PIXEL développe son activité autour de deux nouveaux axes : l'accueil du grand public (avec l'accueil d'une exposition six mois par an) et l'accompagnement des professionnels de la filière Image de Lyon, sa métropole et son bassin de vie, sous le nom de "Parcours de PIXEL".[source secondaire nécessaire]

## Missions
L’association développe ses missions dans une logique de tiers-lieu fédérateur de la filière, en collaboration avec ses adhérents, en faveur du développement des différents réseaux et communautés des secteurs de l’Image, et des Industries Créatives en lien avec ces secteurs (Arts Numériques, jeu vidéo, FabLabing…).

### Accompagner
Accompagner l’implantation et le développement des acteurs de la filière dans une démarche de formation, d’aide à la structuration, de recherche et développement.

### Promouvoir

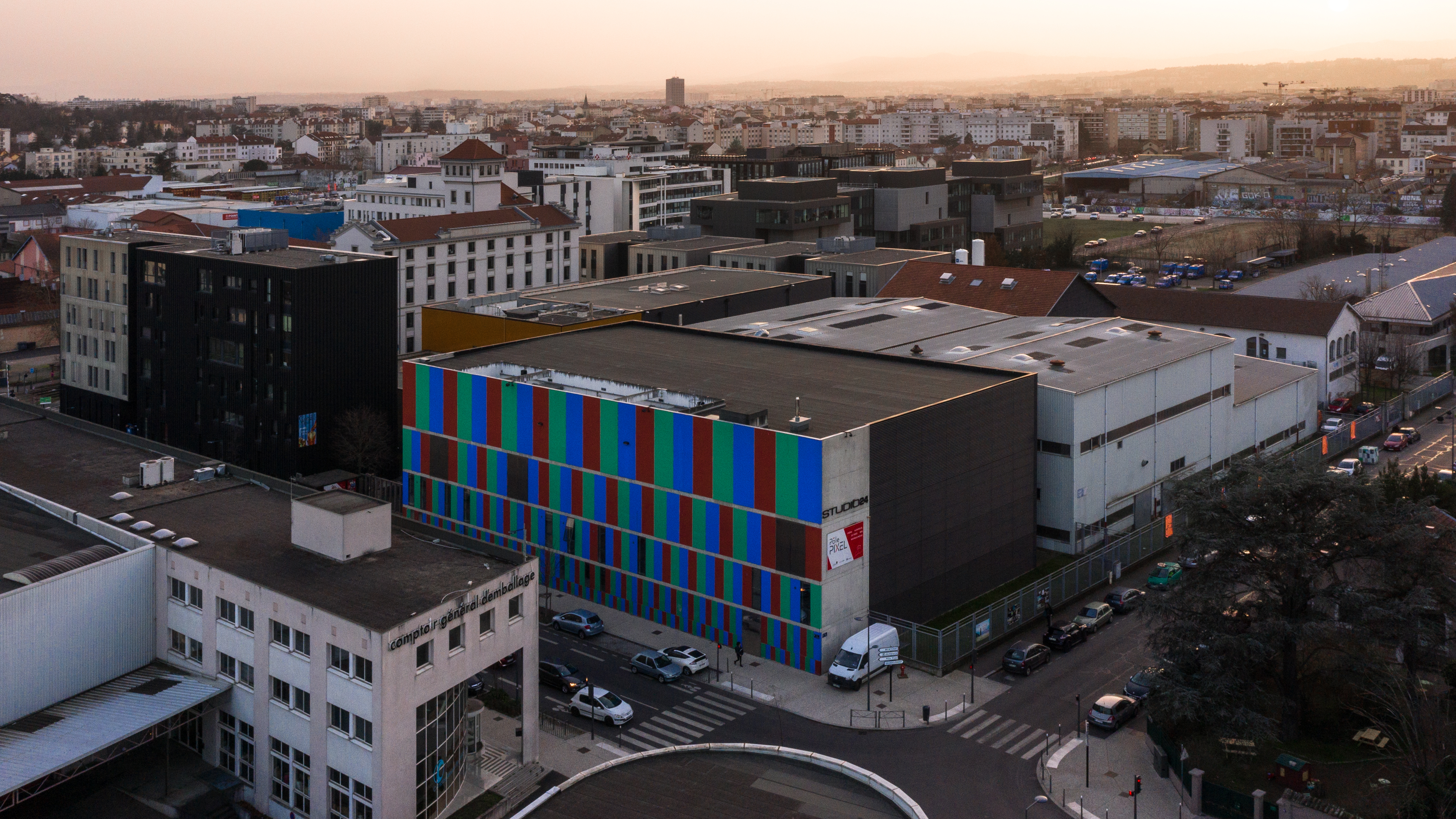

Promouvoir et faire rayonner les productions de cet écosystème à l’échelle locale, nationale et internationale.

### Impulser
Impulser de nouvelles opportunités de projets et de marchés par le biais d’un travail de prospective et de mise en relation avec des acteurs de filières connexes (spectacle vivant, industries créatives, jeux vidéo…) ou de secteurs divers (tourisme, santé, numérique…).

## Œuvres tournées
Disposant de plusieurs studios et notamment le célèbre Studio 24, le Pôle PIXEL a accueilli les tournages de plusieurs œuvres à succès. Ce pôle regroupe des studios dans lesquels sont tournés les livres de la série Kaamelott. Elle a été tournée dans ces studios à partir du livre 3. Le film d'animation Ma vie de courgette qui a obtenu le prix du public au Festival international du film d'animation d'Annecy en 2016, ainsi que les César du meilleur film d'animation et de la meilleure adaptation en 2017 y a été tourné également.
Et le film J'ai perdu mon corps, César du Meilleur long métrage d'animation, César de la Meilleure musique originale, Cristal du long métrage, Prix du Public, a vu le jour au Pôle PIXEL. Une partie de la fabrication pour le tournage du film d'animation a été réalisé à Xilam Studio au Pôle PIXEL.

## Les évènements du Pôle
Le Pôle PIXEL a également organisé et accueilli plusieurs évènements culturels ouverts au Grand Public.
- L'exposition Effets Spéciaux, crevez l'écran ! réalisée par la Cité des Sciences et de l'Industrie en co-production avec le CNC était installée au Studio 24 du 17 septembre 2021 au 27 mars 2022.
- Le festival Les Irréels organisé par le Pôle PIXEL dans le cadre de Villeurbanne, Capitale Française de la Culture 2022, mettait en avant toutes les cultures du numérique du 7 au 10 juillet 2022.
- L'exposition Son œil dans ma main Alger 1961-2019 de Raymond Depardon et Kamel Daoud, conçue par l'Institut du monde Arabe, est accueillie au Studio 24 du 15 octobre 2022 au 26 mars 2023.